# Velika župa Dubrava
Velika župa Dubrava bila je jedna od 22 velike župe na prostoru NDH. Sjedište joj je bilo u Dubrovniku, a djelovala je od 30. lipnja 1941. do 5. srpnja 1945. godine. Građansku upravu u župi vodio je veliki župan kao pouzdanik vlade kojeg je imenovao poglavnik. Za župana Velike župe Dubrava postavljen je dr. Ante Nikolić. 
Od 1941. do 1943. obuhvaćala je područje kotarskih oblasti:
- Bileća
- Čapljina
- Dubrovnik
- Gacko
- Ljubinje (od 15. rujna 1941. postaje kotarska ispostava, kotarska oblast je Ravno)
- Ravno (od 15. rujna 1941.; Ljubinje postaje kotarska ispostava)
- Stolac
- Trebinje
- grad Dubrovnik

a od 1. ožujka 1943. djeluje kotarska ispostava u Janjini .
Pad Italije mijenja granice ove velike župe. Pored gore navednih kotara, u sastav velike župe ušli su:
- kotari Kotor i Korčula
- gradovi Herceg Novi (kao kotarska ispostava) i Kotor (kao kotar); općine Kotor, Prčanj, Krtole, Muo, Risan, Grbalj, Donja Lastva, Stoliv, Herceg Novi, Perast, Dobrota, Budva, Tivat i Luštica.
- upravne općine Lastovo i Babino Polje

te oslobođeni dio upravne općine Konavle-Gruda.
Uspostava vlasti bila je problem. U Konavlima je nastupila njemačka vojna i crnogorska civilna uprava, a uz to bila je velika nazočnost partizanskih snaga. Početkom 1944. potisnuti su partizani, koji su se vratili svibnja iste godine. Na području Boke kotorske nije sprovedeno zbog sukoba s njemačkim i crnogorskim interesima. 
20. svibnja 1944. proglašeno je iznimno stanje u obalnom području. Proglašenje se odnosilo i na ovu veliku župu, pa je vojna vlast zamijenila civilnu. Poslove građanske uprave preuzeo je vojni zapovjednik obalnog odsjeka Neretve.
Od 5. srpnja 1944. kotari Stolac, Čapljina i Gacko iz Velike župe Huma pripojeni su ovoj velikoj župi.
28. ožujka 1945. za poslove građanske uprave imenovan je poseban glavar, unatoč proglašenom iznimnom stanju. Glavar je dodijeljen vojnom zapovjedniku obalnog odsjeka Neretve.